# 2022年世界水泳選手権クック諸島選手団
2022年世界水泳選手権クック諸島選手団は、2022年6月18日から7月3日までハンガリーのブダペストで開催された第19回世界水泳選手権のクック諸島選手団、およびその競技結果。

## 選手団
- 人員: 選手 3人

## 選手名簿・結果
| 選手                                   | 種目           | 予選      | 予選 | 準決勝   | 準決勝   | 決勝     | 決勝     |
| 選手                                   | 種目           | 結果      | 順位 | 結果     | 順位     | 結果     | 順位     |
| -------------------------------------- | -------------- | --------- | ---- | -------- | -------- | -------- | -------- |
| ウェスリー・ロバーツ                   | 男子100m自由形 | 50秒43    | 50位 | 予選敗退 | 予選敗退 | 予選敗退 | 予選敗退 |
| ウェスリー・ロバーツ                   | 男子200m自由形 | 1分50秒24 | 37位 | 予選敗退 | 予選敗退 | 予選敗退 | 予選敗退 |
| ウェスリー・ロバーツ                   | 男子400m自由形 | 4分00秒67 | 34位 | -        | -        | 予選敗退 | 予選敗退 |
| ビード・アイトゥ                       | 男子50m背泳ぎ  | 28秒03    | 39位 | 予選敗退 | 予選敗退 | 予選敗退 | 予選敗退 |
| ビード・アイトゥ                       | 男子100m背泳ぎ | 59秒54    | 39位 | 予選敗退 | 予選敗退 | 予選敗退 | 予選敗退 |
| カーステン・フィッシャー＝マースターズ | 女子50m平泳ぎ  | 34秒17    | 42位 | 予選敗退 | 予選敗退 | 予選敗退 | 予選敗退 |
| カーステン・フィッシャー＝マースターズ | 女子100m平泳ぎ | 1分15秒57 | 44位 | 予選敗退 | 予選敗退 | 予選敗退 | 予選敗退 |